# Gottfrid von Schröer
Gottfrid von Schröer, tidigare Schröer, född 13 augusti 1611 i Gohlau, var en svensk ämbetsman.

## Biografi
Gottfrid von Schröer föddes 1611 på kyrkoherdebostället i Gohlau och Schalkow. Han var son till kyrkoherden Esaias Schröer och Anna Seydel. von Schröer blev 8 augusti 1642 kanslist i svenska kansliet, arkivarie vid svenska staten i Pommern och kanslist i Stettin 15 september 1645. Han bar även från 14 september 1646 arkivarie och länssekreterare i Pommern. von Schröer adlades 11 september 1652 till von Schröer och introducerades samma år i Sveriges Riddarhus som nummer 558. Han blev 1660 legationssekreterare vid fredskongressen i Oliva och 15 januari 1665 assessor i Pommerska hovrätten. von Schröer blev 8 juli 1665 hovråd.

### Egendom
von Schröer ägde gårdarna Marienhof och Alten-Stendel.

### Familj
von Schröer gifte sig 30 juni 1642 på Vallstanäs i Norrsunda socken med Elisabet Nenne (1618–1679), dotter av silvermästaren Hans Baltzarsson Nenne och Margareta Larsdotter Topprider. De fick tillsammans barnen konduktören Reinhold von Schröer (1643–1662), stärbhusdirektören Benjamin von Schröer (1645–1730), Sigfrid von Schröer (1647– Maria Margareta von Schröer (1649–1657), kommendören Efraim Gottfrid von Schröer (1651–1687), kommendören Abraham von Schröer (1653–1723), Eva Elisabet von Schröer (1657–1668), Margareta Elisabet von Schröer (född 1659) som var gift med ryttmästaren Per Magnus Tornerfelt och kammarjungfrun Eva Maria von Schröer (född 1672).